# Nikola Padevski
Nikola Bochev Padevski (en búlgaro: Никола Пъдевски; Plovdiv, 29 de mayo de 1933-17 de diciembre de 2023), fue un jugador de ajedrez búlgaro, que tuvo el título de Gran Maestro desde 1964.

## Trayectoria y resultados destacados en competición
Padevski se convirtió en Campeón de Bulgaria en 1954, título que revalidó en 1955, 1962 y 1964; en este último hubo de jugar por el sistema de eliminación directa tras el que ganó el título de Gran Maestro Internacional, después de haber obtenido el de Maestro Internacional siete años antes. En cuanto a torneos internacionales, Padevsky empató para el primer puesto en los torneos internacionales de Varna en 1960 y 1975, ganó en solitario la primera edición del Memorial Akiba Rubinstein en Polanica-Zdrój en 1963 y en el Torneo Internacional de Ajedrez Acrópolis de Atenas de 1983. En 1968 fue uno de los participantes en el fuerte Torneo de Montecarlo, donde acabó en 12.º lugar (el campeón fue Bent Larsen frente al soviético, Mijaíl Botvínnik).
En competiciones por equipos, Padevsky jugó el Campeonato del mundo de ajedrez de estudiantes por equipos en seis ocasiones entre 1954 y 1959. Jugando de primer tablero en 1959, contribuyó a la medalla de oro que ganó ese año Bulgaria. También participó representando a su país en un total de once Olimpiadas de ajedrez entre 1956 y 1978, siendo primer tablero en tres ocasiones: 1956, 1962 y 1964.